# Deviates
I Deviates sono stati un gruppo skate punk californiano formatosi nel 1994. Il gruppo ha pubblicato 3 album studio e un live prima di sciogliersi nel 2003. Il cantante Brian è entrato negli Aberdeen dopo lo scioglimento della band.

## Formazione
- Brian Barbara - voce
- Donald Hornne - chitarra
- Charley Marshall - chitarra
- Lloyd Uhls - basso
- Daniel Blume - batteria

## Discografia

### Album studio
- 1996 - B's in Your Mouth
- 2000 - My Life, (Theologian Records)
- 2001 - Time Is the Distance, (Epitaph Records)
- 2021 - Holding Out

### Album live
- Live At The House Of Blues Anaheim

### Apparizioni in compilation
- 1999 - A Compilation of Warped Music II
- 2000 - Early Poems Of
- 2000 - Disarming Violence
- 2001 - Punk-O-Rama Vol. 6
- 2001 - Warped Tour 2001 Tour Compilation
- 2002 - Punk-O-Rama Vol. 7
- 2002 - Food Not Bombs
- 2003 - Shut The Punk Up! Vol. 3